# St. Paul (Kansas)
Pour les articles homonymes, voir St. Paul.
St. Paul est une municipalité américaine située dans le comté de Neosho au Kansas.
Lors du recensement de 2010, sa population est de 629 habitants. La municipalité s'étend alors sur une superficie de 1,22 mille carré (3,16 km2).
La localité est fondée en 1847 lors de l'ouverture d'une mission Oasge par des jésuites,. Le bureau de poste de Catholic Mission est ouvert en 1856, il est renommé Osage Mission en 1868 puis Saint Paul en 1895.
L'ancienne infirmerie de la mission Osage, construite en 1872 dans un style Second Empire et déplacée en 1912 sur la Main Street pour devenir une résidence, est inscrite au Registre national des lieux historiques.